# Al-Habib Bularas

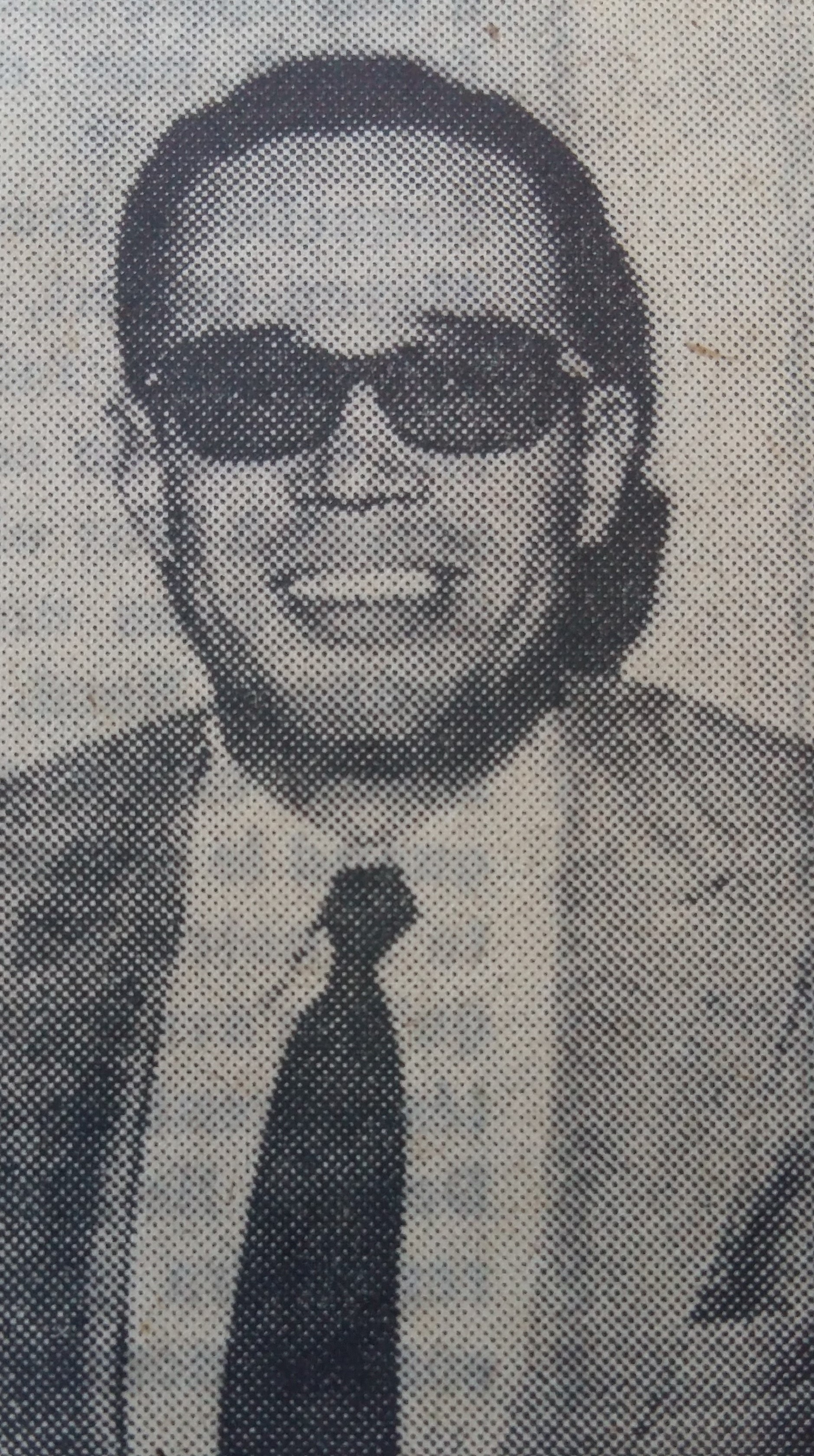
Habib Boularès

Al-Habib Bularas, Habib Boularès (arab. الحبيب بولعراس, Al-Ḥabīb Būlʿarās; ur. 29 lipca 1933 w Tunisie, zm. 18 kwietnia 2014 w Paryżu) – polityk tunezyjski.
Wielokrotnie był ministrem: kultury i informacji (1970–1971), kultury (1988–1990), spraw zagranicznych (1990–1991), obrony (1991). W latach 1991–1997 pełnił funkcję przewodniczącego Izby Deputowanych. Był również sekretarzem generalnym Arabskiej Unii Maghrebu (2002–2006). 